# ستيب أب
ستيب أب (بالإنجليزية: Step Up)‏ هو فيلم دراما، رومانسي راقص، تم إنتاجه في الولايات المتحدة وصدر في سنة 2006. من بطولة تشانينج تيتوم وجينا ديوان واليسون ستونر، ومن إخراج آن فليتشر. تدور أحداث الفيلم في مدينة بالتيمور في ولاية ماريلاند حيث تروي قصة الفتى المتعسر تايلر جايج (تشانينج تايتم) ومحترفة الرقص الحديث المرفهة نورا كلارك (جينا ديوان) اللذان يقوما بالعمل سويا بعد إدراكهما أن ليس لديهم سوى فرصة واحدة لتحديد مستقبلهما في عرض راقص جمعهما.

## القصة
يقوم الإخوان «ماك» "Mac" و«كارتر النحيل» "Carter Skinny" بمساعدة صديقهما «تايلر جايج» Gage Tyler«بعد خروجهم من حفلة باقتحام مدرسة ماريلاند للفنون وتخريب مسرحها. عند ظهور حارس المدرسة، يساعد» تايلر" "Tyler«الإخوان على الهروب فيتحمل التهمة وحده. ويحكم عليه بإكمال 200 ساعة من خدمة المجتمع تقضى في مدرسة ماريلاند للفنون. وبينما يقضي تايلر عقوبته، يقوم بلمح» نورا كلارك" "Clark Nora«طالبة تستعد للعرض النهائي الذي يمثل تجربة أداء تحدد ما إن كانت ستحظى على وظيفة في إحدى شركات الرقص المحترف. وفي إحدى الأيام يزور الإخوان «ماك» و«كارتر النحيل» صديقهما» تايلر«فتلاحظ» نورا كلارك" "تايلر«وهو يقوم بالرقص ساخرا حيث يجمع نوعين من الرقص الذي شهده بالمدرسة. وبحالة غير متوقعة، تجد نورا نفسها دون شريك رقص بعد التواء كاحل شريكها فتقرر بإقامة تجارب أداء لبعض الطلبة ولكن سرعان ما يخيب ظنها فلم تجد من يلبي توقعاتها. بمراجعة بعض الطلاب في السنة الثانية ليحل محله، وقالت انها قررت أن لا شيء يلبي التوقعات لها. تقدم» تايلر" "Tyler«للمساعدة ولكنها ترفض» نورا" "Nora«. بعد إثبات أنه يمكن التعامل مع الروتين ومع ذلك» نورا" "Nora«تعيد النظر ويقنع مدير» غوردون" "Gordon«(راشيل غريفيث) السماح» تايلر«إلى تكرار معها. خلال جلسة الممارسة الأولية، تايلر غير عدائية تجاه نورا وكذلك صديقها» بريت" "Brett«وكلاهما الاستجابة مع المواقف المتعجرفة. لانها لا تزال إلى التكرار وان نوورا» «Nora«و» تايلر» "Tyler" ازدادت علاقتهم وكل منهم يدرب الآخر عن كل أساليب الرقص. كما يصادق «تايلر» موسيقي في المدرسة اسمه «مايلز» "Miles" (ماريو) الذي سحق على صديق «نورا» وهو «لوسي» "Lucy".

## الميزانية والإيرادات
بلغت تكلفة إنتاج الفيلم حوالي 12 مليون دولار بينما حقق أرباحا تقدر بـ 114,194,847 دولار.

## وصلات خارجية
- ستيب أب على موقع IMDb (الإنجليزية)
- ستيب أب على موقع ميتاكريتيك (الإنجليزية)
- ستيب أب على موقع روتن توميتوز (الإنجليزية)
- ستيب أب على موقع نتفليكس (الإنجليزية)
- ستيب أب على موقع قاعدة بيانات الأفلام العربية
- ستيب أب على موقع ألو سيني (الفرنسية)
- ستيب أب على موقع Turner Classic Movies (الإنجليزية)
- ستيب أب على موقع أول موفي (الإنجليزية)
- ستيب أب على موقع بوكس أوفيس موجو (الإنجليزية)
- ستيب أب على موقع فيلمافينيتي (الإسبانية)